# Eparchia syzrańska
Eparchia syzrańska – jedna z eparchii Rosyjskiego Kościoła Prawosławnego, z siedzibą w Syzraniu. Wchodzi w skład metropolii samarskiej.

## Historia
Eparchię utworzono 4 maja 2017 postanowieniem Świętego Synodu, poprzez wydzielenie z eparchii samarskiej. Obejmuje część obwodu samarskiego. 9 lipca 2019 r. z części dwóch eparchii – syzrańskiej i samarskiej – wydzielono nową administraturę: eparchię togliattińską.

## Biskupi syzrańscy
- Tomasz (Mosołow), 2017–2019[3]
- Leoncjusz (Kozłow), 2019-2024[4]
- Antoni (Podorowski), od 2024[5]

## Monastery
Eparchii podlega męski monaster Wniebowstąpienia Pańskiego w Syzraniu.